# Griever
Un griever (traducido en España como "lacerador" y en Latinoamérica como "penitente") es una criatura creada por James Dashner en su trilogía The Maze Runner.  Vive en el laberinto y sale de noche para matar a los habitantes del Claro/Área que se han podido quedar dentro del él.

## Descripción
Se describe como una criatura oscura bulbosa, con muchos apéndices, tales como puntas, cizallas, y varillas. Los Grievers hacen zumbidos y chasquidos cuando se mueven. La maquinaria dentro de ellos a menudo reflecta la luz, según describe Thomas. Un griever puede aguijonear a los habitantes del Claro y les causa un dolor extremo durante días o semanas. Para curarse de ese dolor tienen que tomar un suero que les devuelve sus supuestos recuerdos. Si un clariano no toma el suero, se muere.

## En las novelas
Los grievers picaron a cuatro personajes principales en The Maze Runner: Gally, Alby, Ben, y Thomas.
Según se muestra en la novela, los grievers pueden ser fácilmente engañados, como se ve cuando Thomas y Minho consiguen que corran hasta caer por el Precipicio. Se supone que estos monstruos cargan en jaulas similares a células oblongas (visto en la sede C.R.U.E.L. y al final de los ensayos de La Pruebas).
Al comienzo de la novela, la única forma de destruir a un griever es destrozar la maquinaria que los controla. Aunque más tarde descubren que tienen un botón de desconexión que deshabilita su maquinaria.